# Sinfonía n.º 7 (Prokófiev)
La Sinfonía n.º 7 en do sostenido menor, Op. 131 fue compuesta por Serguéi Prokófiev en 1952.

## Historia

### Composición
En 1945 Prokófiev había sufrido un accidente, una caída provocada por un grave infarto que le produjo una conmoción cerebral. Más tarde sufrió un derrame cerebral y su salud se resintió durante los ocho años que le quedaban de vida. El maestro ruso ya no podía dirigir y componer se hizo cada vez más difícil. Sin embargo, consiguió seguir trabajando hasta su muerte. Entre sus últimas obras se encuentran El hogar de invierno y Un guardián de la paz de 1951. Su última sinfonía fue escrita en la misma época que la Sinfonía concertante para violonchelo y orquesta, que terminó con la ayuda del violonchelista y director de orquesta ruso Mstislav Rostropóvich.
La composición de este opus se desarrolló entre 1951 y 1952. Esta sinfonía contenida y suave fue creada en esta situación, un año antes de su muerte. Estaba demasiado débil para oponer objeción alguna a los edictos del Partido Comunista de 1948 sobre cómo la música debía servir al Estado soviético. Muchos encuentran su sencillez y lirismo profundamente conmovedores. Otros la consideran un pálido eco del anterior estilo musculoso de Prokófiev.

### Estreno y publicación
El estreno se celebró el 1 de octubre de 1952 en la Sala de las Columnas de la Casa de los Sindicados en Moscú, con la interpretación de la Orquesta Sinfónica de la Radio de toda la Unión bajo la dirección de Samuíl Samosúd. Esta fue la última aparición pública del compositor, que murió pocos meses después.
La primera edición de esta obra fue llevada a cabo por la editorial Muzgiz en 1953 en Moscú.

## Instrumentación
La partitura está escrita para una orquesta formada por:
- Viento madera: 1 flautín, 2 flautas, 2 oboes, 1 corno inglés, 2 clarinetes, 1 clarinete bajo, 2 fagotes, 1 contrafagot.
- Viento metal: 4 trompas, 3 trompetas, 3 trombones, 1 tuba.
- Percusión: timbales, bombo, caja, platillos, tam-tam, caja china, pandereta, triángulo, glockenspiel, xilófono.
- Teclado: piano.
- Cuerda: arpa y una sección de cuerdas con violines I y II, violas, violonchelos y contrabajos.

## Estructura y análisis
La sinfonía consta de cuatro movimientos:
- I. Moderato, en do sostenido menor 4
4
- II. Allegretto, en  3
4
- III. Andante espressivo, en 4
4
- IV. Vivace, en re bemol mayor 2
4

La interpretación de esta obra dura aproximadamente entre 30 y 35 minutos. La estructura es la habitual del género sinfónico en cuatro movimientos. Encontramos pues en la Séptima Sinfonía la herencia del sinfonismo romántico de Chaikovski, filtrada a través de una perspectiva de reconciliación de conflictos, donde se imponen el lirismo y los colores matizados, y quedan excluidos o casi excluidos aquellos rasgos de agresividad y sarcasmo que habían hecho famoso al músico en su juventud. La tonalidad de do sostenido menor había sido relativamente poco practicada en la historia de la música. Los ejemplos más célebres se encuentran en El clave bien temperado de Johann Sebastian Bach, una Sonata para piano de Haydn y, sobre todo, Beethoven en la Sonata Op. 27 n.º 2 "Claro de luna" así como el Cuarteto de cuerda n.º 14 Op. 131. Esta tonalidad no se elige para centrar la expresividad trágica, sino para crear continuas evasiones hacia regiones lejanas y para ser superada con optimismo en el Finale.

### I.Moderato
El primer movimiento, Moderato, está escrito en la tonalidad de do sostenido menor, en compás es 4/4 y sigue la forma sonata. Es una pieza comedida de tempo solemne. La tonalidad elegida, do sostenido menor, que no resuena con brillantez ni riqueza en ningún instrumento orquestal estándar, parece reforzar la sensación de que la vida se oscurece. Se abre con un primer tema de carácter lírico, melancólico y resignado en los violines, que contrasta con el cálido y lírico segundo tema en los vientos. Tras una breve sección de desarrollo, sigue la recapitulación de los dos temas, y se cierra en una atmósfera reflexiva con los sonidos del tictac del reloj en el glockenspiel y el xilófono.

### II.Allegretto
El segundo movimiento, Allegretto, está en compás de 3/4. Es un Scherzo mucho más animado y transforma el anterior sentido del humor de Prokófiev, a menudo grotesco, en bromas infantiles. Se trata de un vals otoñal que recuerda a su ballet Cenicienta.

### III.Andante espressivo
El tercer movimiento, Andante espressivo, está en compás de 4/4. Es un movimiento lento expresivo y cantabile. También tiene un efecto bastante cómico, aunque se trata de un humor forzado.

### IV.Vivace
El cuarto y último movimiento, Vivace, está en re bemol mayor (enarmónico de do sostenido mayor) y el compás es 2/4. El Finale es más enérgico, con maderas vivas y jugueteos, tras transformar el tema inicial de la sinfonía lírica pasándolo a un modo mayor de tono considerablemente más optimista. Que el cierre sea una conclusión fulgurante o un final menos brillante depende de la edición de la obra que elija el director. Contiene una alegría inocente. Hay una ralentización del ritmo y el retorno del cálido tema de viento del primer movimiento y la sinfonía termina con los mismos sonidos tintineantes de la percusión de sonido determinado del movimiento inicial.
Originalmente la sinfonía iba a terminar con este desolador tema, pero según Rostropóvich el compositor fue convencido por el director de orquesta Samosúd, de que escribiera un final mucho más alegre para ganar un Premio Stalin de primera clase en lugar de uno de tercera. Prokófiev le dijo a Rostropovich que lo había hecho para ganar los 100.000 rublos que tanto necesitaba. Sin embargo, antes de morir Prokófiev indicó que prefería el final tranquilo original: "Pero Slava, tú vivirás mucho más que yo, y debes procurar que este nuevo final nunca exista después de mí...".

## Recepción de la obra
El estreno fue bien recibido y en 1957, cuatro años después de la muerte de Prokófiev, la sinfonía recibió el Premio Lenin.

## Discografía selecta
Samosúd dirigió el estreno mundial de 1952 y al año siguiente lo grabó con la misma orquesta, utilizando el final lento original (reeditado en 1957 como "Orquesta de Radio-TV Moscú"). La primera grabación con el nuevo final enérgico fue realizada por Eugene Ormandy con la Orquesta de Filadelfia, de las sesiones del 26 de abril de 1953. Nikolai Malko con la Orquesta Philharmonia fueron los primeros en grabar la música en estéreo en 1955. Las grabaciones con el final lento original están marcadas con un asterisco.
| Año de grabación | Director                 | Orquesta                                                | Discográfica    | Formato |
| ---------------- | ------------------------ | ------------------------------------------------------- | --------------- | ------- |
| 1953             | Eugene Ormandy           | Orquesta de Filadelfia                                  | Columbia        | LP      |
| 1953 (1957)      | Samuíl Samosúd*          | Orquesta Sinfónica de la Radio de toda la Unión         | Melodiya        | LP      |
| 1955*            | Nikolái Malkó            | Orquesta Philharmonia                                   | EMI             | CD      |
| 1959             | Jean Martinon            | Orquesta del Conservatorio de París                     | RCA Victor      | LP      |
| 1968             | Guennadi Rozhdéstvenski* | Orquesta Sinfónica de Radio Moscú                       | Melodiya        | LP      |
| 1974             | Walter Weller            | Orquesta Sinfónica de Londres                           | Decca           | LP/CD   |
| 1974             | Jean Martinon            | Orquesta Nacional de la ORTF                            | Vox / Turnabout | LP/CD   |
| 1977             | Zdeněk Košler            | Orquesta Filarmónica Checa                              | Supraphon       | LP      |
| 1986             | Neeme Järvi              | Royal Scottish National Orchestra                       | Chandos         | CD      |
| 1988             | Mstislav Rostropóvich*   | Orquesta Nacional de Francia                            | Erato           | CD      |
| 1989             | Seiji Ozawa*             | Orquesta Filarmónica de Berlín                          | DG              | CD      |
| 1989             | André Previn             | Orquesta Filarmónica de Los Ángeles                     | Philips         | CD      |
| 1994             | Theodore Kuchar          | Orquesta Sinfónica Nacional de Ucrania                  | Naxos           | CD      |
| 1995             | Vladímir Ashkenazi*      | Orquesta de Cleveland                                   | Decca           | CD      |
| 2004             | Valeri Guérguiyev*       | Orquesta Sinfónica de Londres                           | Philips         | CD      |
| 2016             | Andrew Litton            | Orquesta Filarmónica de Bergen                          | BIS             | CD      |
| 2016             | James Gaffigan           | Orquesta Filarmónica de la Radio de los Países Bajos    | Northstar       | SACD    |
|                  | Guennadi Rozhdéstvenski  | Orquesta Sinfónica del Ministerio de Cultura de la URSS |                 | LP/CD   |

(*) Esta grabación se realizó en 1955, inmediatamente después del estreno en el Reino Unido, bajo la dirección de Malko. Fue la primera grabación estereofónica comercial de la discográfica EMI.